# Friedrich Mosbrugger
Friedrich Mosbrugger né en 1804 à Constance et mort en 1830 à Saint-Pétersbourg, est un peintre badois.

## Biographie
Issu d'une famille de peintres et fils de Wendelin Moosbrugger (de), Mosbrugger fait ses études à l'Académie de Munich de 1822 à 1826. Il passe ensuite sa courte carrière à Rome, de 1827 à 1829, entouré d'autres artistes allemands,.

## Œuvres

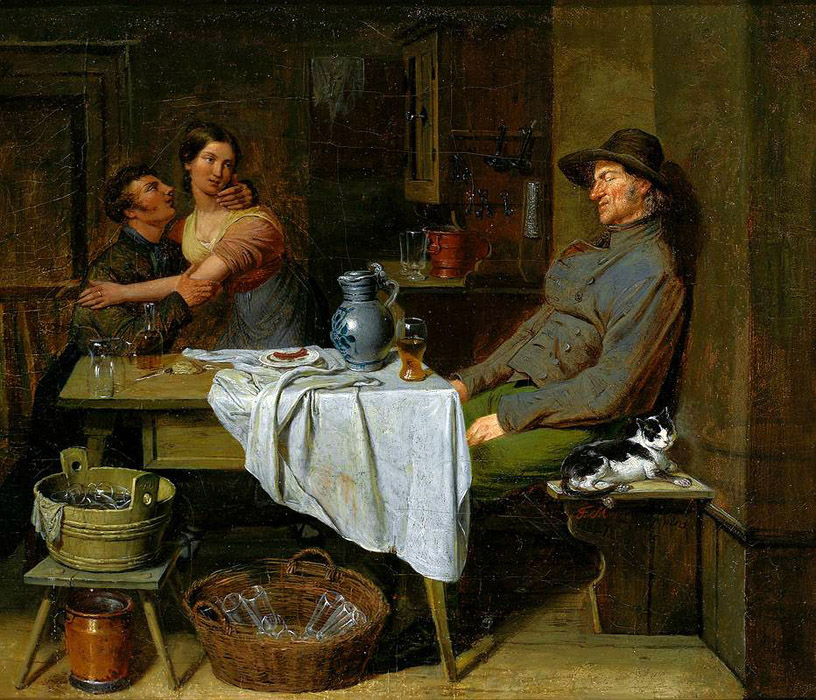
Schlafender Großvater und sich umarmendes Paar in einer Stube (1827).
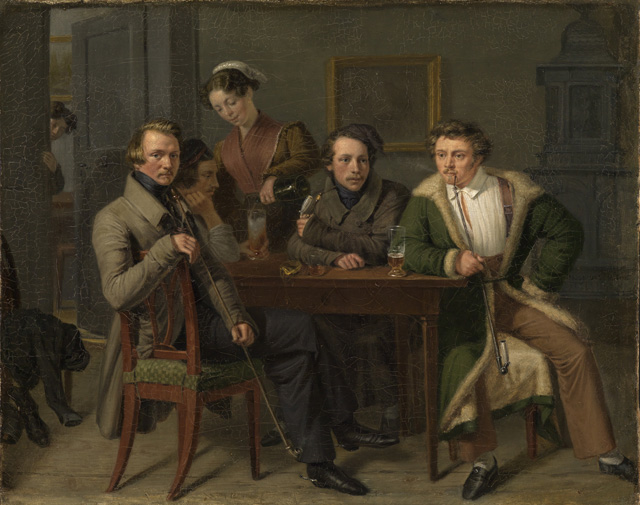
Jakob Friedrich Eisenlohr und Freunde (autour de 1829), Staatliche Kunsthalle Karlsruhe.